# Enigheten (1696)
Enigheten (94 kanoner) var ett svenskt linjeskepp, byggt 1696 av Charles Sheldon i Karlskrona; förbyggt 1730 och år 1732 omdöpt till Konung Fredrik; deltog i expeditionen mot Danmark 1700 samt sjöslagen i Kögebukt 1710 och vid Rügen 1715, vid vilket senare tillfälle ej mindre än 40 träffar erhölls i vattenlinjen. Enigheten ingick i den förenade flottan 1721, samt i de rustade styrkorna 1742 och 1760. 1768 byggdes hon om till ett 2-däcksskepp. Skeppet sänktes 1785 i Djupasunds spärranläggning i Karlskrona som en del av Vrakkyrkogården vid Ekenabben.